# Fethi Touzri
Fethi Touzri, né en 1961 à Tunis, est un médecin et homme politique tunisien. Il est secrétaire d'État chargé de la Jeunesse et des Sports auprès du ministre de la Jeunesse et des Sports, Tarak Dhiab, de 2013 à 2014.

## Biographie

### Carrière professionnelle
Médecin, psychiatre exerçant dans le privé, Fethi Touzri aide en 1986 à la création du syndicat des médecins internes et résidents. Il est expert-conseiller auprès de l'Organisation des Nations unies pour l'enfance, la jeunesse, les droits de l'homme, le renforcement de capacité des ressources humaines et le développement humain.
Entre 1993 et 1994, il est membre du Mouvement des démocrates socialistes puis, entre 1994 et 2000, membre du bureau directeur de la Ligue tunisienne des droits de l'homme et, de l'année suivante à sa démission en 2009, du Parti démocrate progressiste. En 2010, il participe à une coalition, l'Alliance pour la citoyenneté et l'égalité, puis redevient politiquement indépendant.
Après la révolution de 2011, il fonde le Parti pour le progrès qui réalise de faibles scores lors de l'élection du 23 octobre 2011 destinée à élire une assemblée constituante ; le parti est alors dissous. Il intègre ensuite Al Joumhouri mais en démissionne en 2013 pour intégrer le gouvernement Larayedh dominé par les islamistes d'Ennahdha, comme secrétaire d'État auprès du ministère de la Jeunesse et des Sports, alors qu'Al Joumhouri avait refusé toute participation au gouvernement ; cette action politique est considérée par certains comme une trahison et un énième revirement politique.
Le 2 mars 2020, il est nommé directeur de cabinet du chef du gouvernement tunisien Elyes Fakhfakh.